# جزيرة كاراغان
جزيرة كاراغان وهي جزيرة من جزر إندونيسيا، وتتبع في إقليم كليمنتان الجنوبية في إندونيسيا.